# Shay Brennan
Shay Brennan, született Seamus Anthony Brennan (Manchester, 1937. május 6. – Waterford, 2000. június 9.) válogatott ír labdarúgó, hátvéd.

## Pályafutása

### Klubcsapatban
1957 és 1970 között a Manchester United labdarúgója volt, ahol két angol bajnoki címet nyert. Tagja volt az 1967–68-as idényben BEK-győztes csapatnak. 1970 és 1974 között az ír Waterford játékos-edzőjeként tevékenykedett.

### A válogatottban
1965 és 1970 között 19 alkalommal szerepelt az ír válogatottban.

### Edzőként
1970 és 1974 között az ír Waterford játékos-edzőjeként volt és két ír bajnoki címet nyert a csapattal.

## Sikerei, díjai

### Játékosként
Manchester United
- Angol bajnokság (First Division)
  - bajnok (2): 1964–65, 1966–67
- Angol szuperkupa (FA Charity Shield)
  - győztes (2): 1965, 1967
- Bajnokcsapatok Európa-kupája (BEK)
  - győztes: 1967–68

### Edzőként
Waterford
- Ír bajnokság (League of Ireland)
  - bajnok (2): 1971–72, 1972–73
- Ír ligakupa (League of Ireland Cup)
  - győztes: 1973–74